# Tokushima
|  | Per a altres significats, vegeu «Prefectura de Tokushima». |

TokushimaTokushima-shi (徳島市) és una ciutat del Japó, capital de la prefectura de Tokushima, a l'illa de Shikoku, Japó. És un important port comercial i té indústria tèxtil (fibres artificials) i químiques. La ciutat és al nord-est de la prefectura de Tokushima, a la desembocadura del riu Yoshino. La indústria del tint va permetre el desenvolupament de la zona. Tokushima és famosa per acollir el festival de dansa Awa Odori, que se celebra el mes d'agost. Durant el festival, els residents (que van de nens petits a companyies de dansa professionals) participen en la dansa, una forma peculiar de dansa clàssica japonesa que inclou vestits regionals i està acompanyada per cintes, timbals i cants (normalment són els mateixos ballarins els que canten). Tokushima presenta les característiques típiques, pel que fa a disposició i organització, d'una ciutat-fortalesa japonesa. Tokushima es va desenvolupar sota el clan Hachisuka. Tokushima va rebre l'estatus de ciutat l'1 d'octubre de 1889.

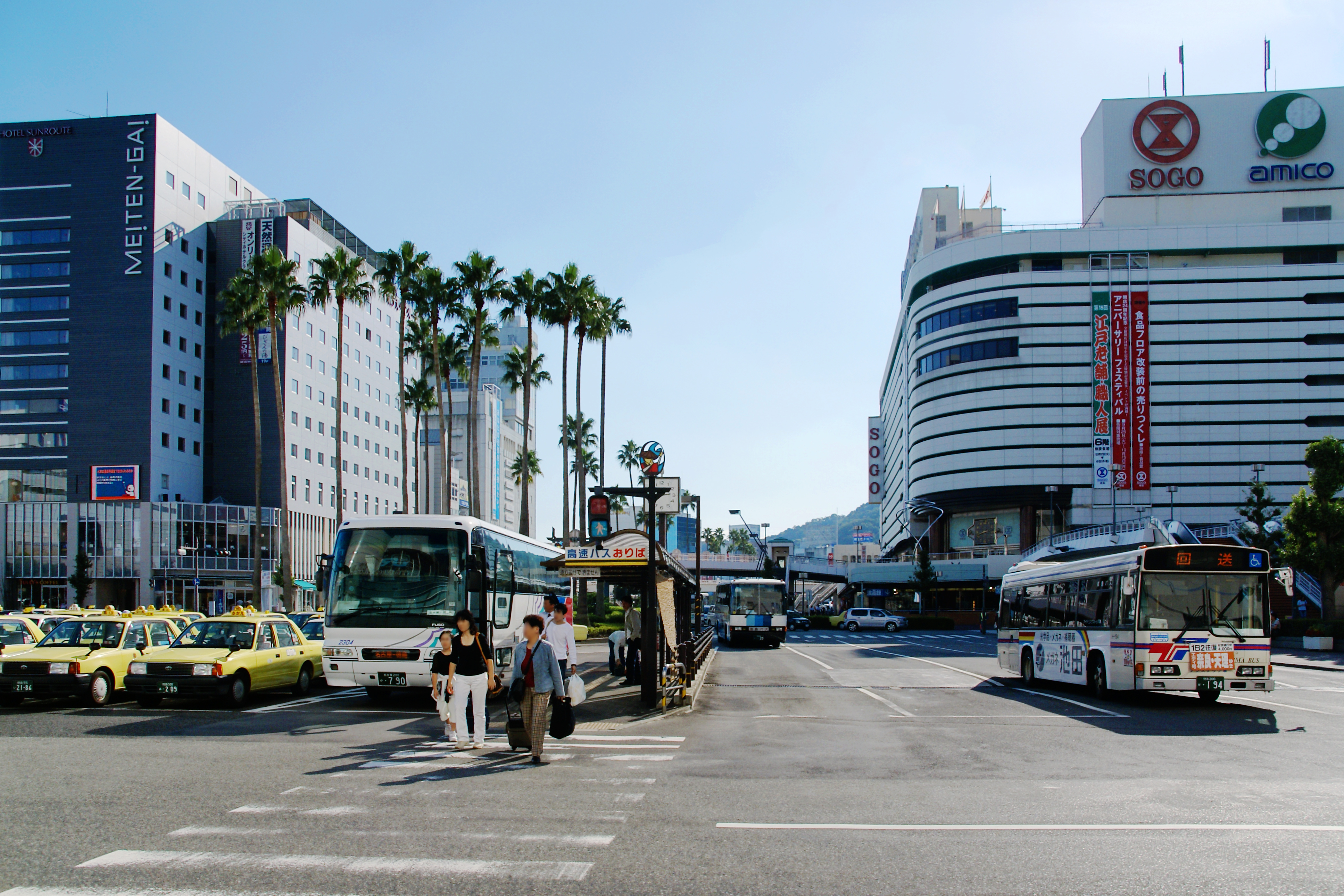
Estació de bus de Tokushima
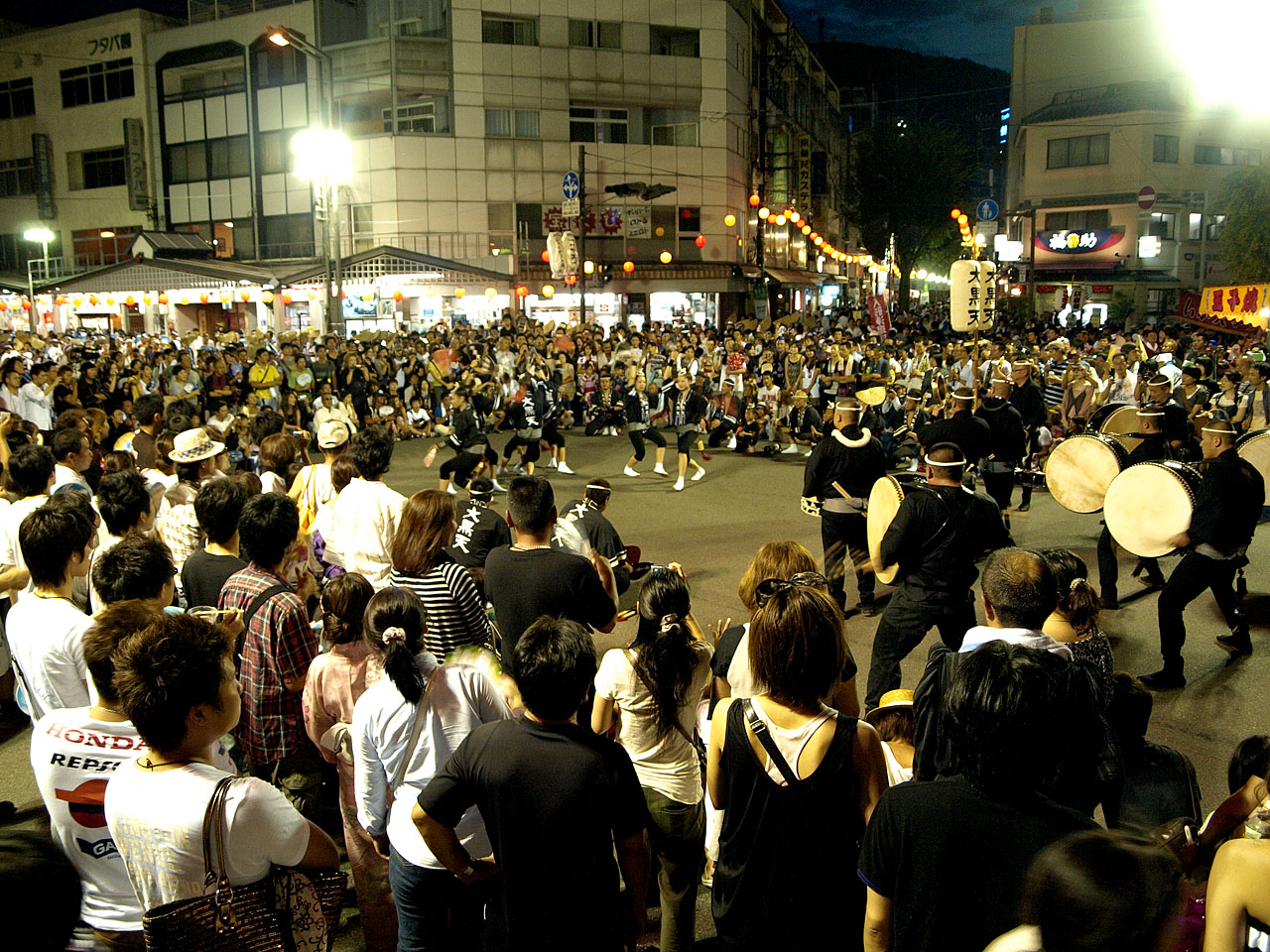
Festival de dansa Awa Odari
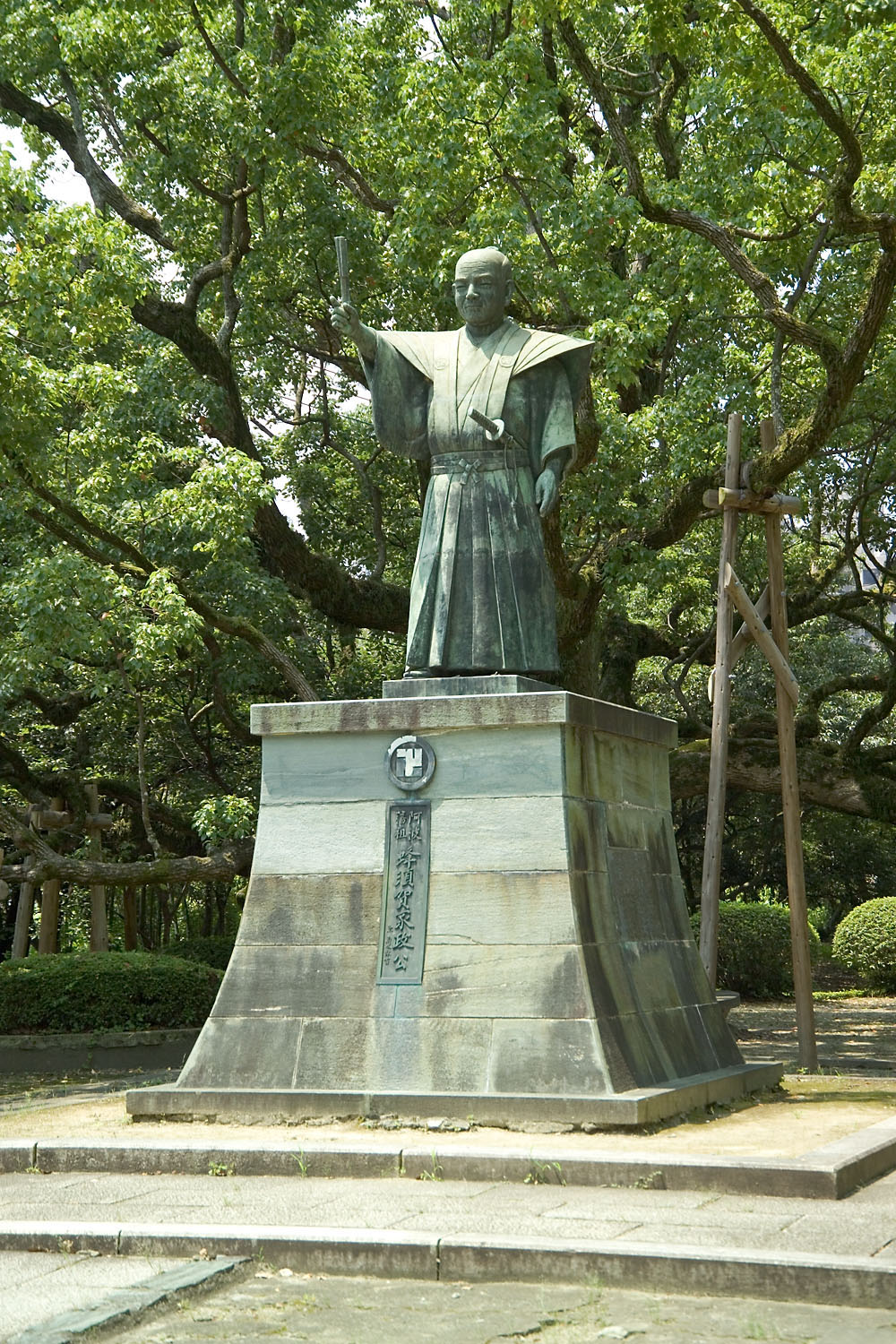
Estàtua de Hachisuka Iemasa

## Ciutats agermanades
- Saginaw, Michigan, Estats Units d'Amèrica
- Leiria, Portugal
- Dandong, Liaoning, Xina